# Medina-Sidonia
Medina Sidonia est une commune espagnole de la province andalouse de Cadix.

## Géographie

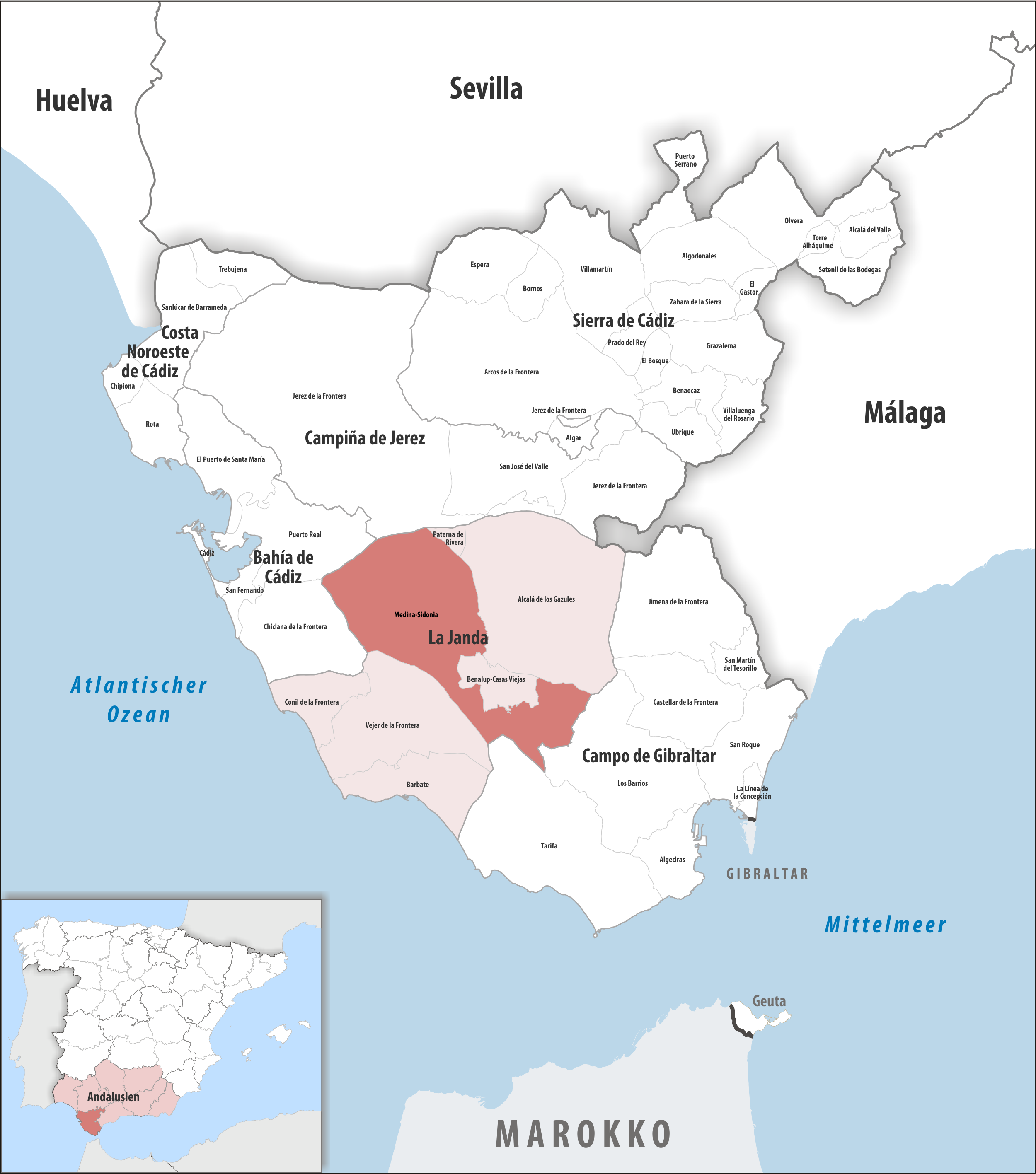
Medina-Sidonia dans la province de Cadix / en Andalousie

### Localisation
La municipalité de Medina-Sidonia est au centre de la comarque de La Janda qu'elle traverse entièrement.
La ville est à 4 km au sud de la A381 reliant Jerez de la Frontera (35 km au nord-ouest) et  Algésiras (72 km au sud-est). Cadix est à 40 km à l'ouest, Gibraltar à 89 km au sud-est.
La partie sud-est de la municipalité est dans le parc naturel Los Alcornocales (es).
La municipalité est traversée par le corridor vert des deux baies (es), qui relie Puerto Real dans la baie de Cadix aux marais du Palmones (es) sur  Algésiras y Los Barrios ; cette voie passe par le réservoir de Celemín (embalse del Celemín) qui touche la limite est/nord-est de la commune.

### Municipalités voisines
Medina-Sidonia,
Paterna de Rivera,
Alcalá de los Gazules, 
Benalup-Casas Viejas (encastré entre Medina-Sidonia et Alcalá de los Gazules) et
Vejer de la Frontera
sont dans la comarque de La Janda ; 

Tarifa et Los Barrios sont dans la comarque Campo de Gibraltar ; 

Jerez de la Frontera est dans la comarque de Campiña de Jerez ; 

Puerto Real et Chiclana de la Frontera sont dans la comarque de la Baie de Cadix.

### Hameaux et lieux-dits
Trois hameaux :
- San José de Malcocinado (es)[3]
- Los Badalejos[4]
- El Berrueco[5]

### Hydrographie
Toute la municipalité est couverte de petits cours d'eau, parfois simplement des fossés, qui forment un réseau d'irrigation très dense.
Le fleuve Iro (es) prend naissance dans la partie nord-ouest de la municipalité. Il se déverse dans l'Atlantique par le chenal de Sancti Petri (es).
Le plus grand système de lagunes d'Espagne
La rivière Celemín (es) coule sur la municipalité dès sa sortie du réservoir du même nom (embalse del Celemín) - qui se trouve quant à lui sur la municipalité de Benalup-Casas Viejas. Sur la municipalité, cette rivière rejoint en rive gauche (côté sud-est) la rivière Barbate (en), qui provient du réservoir éponyme situé à moins de 5 km (à vol d'oiseau) au nord du réservoir du Celemín. Ces deux réservoirs sont dans le parc naturel Los Alcornocales (es).
Conjointement, ces deux rivières atteignent la lagune antique d'Espartina (antigua laguna de Espartina), dont le nom se réfère à une espèce de spartine - probablement la spartine maritime (Spartina maritima).
Cette ancienne zone humide participait au plus grand système de lagunes de la péninsule ibérique, d'environ 7 000 ha, formé par les zones humides connues sous le nom de Rehuelga, Espartinas, Jandilla, El Torero, Tapatana, Tapatanilla, Alcala, La Haba et, surtout, La Janda. Cette zone était approvisionnée en eau par les rivières Celemín, Almodóvar et Barbate, qui formaient une nappe d'eau atteignant probablement 12 km de long sur 7 km de large.
Les projets d'assèchement ont commencé à la fin du XIXe siècle et ont été mis en œuvre jusque dans les années 1960, conformément aux conclusions de la loi de 1918 sur l'assèchement des lagunes, des marais et des terres marécageuses, connue sous le nom de loi de Cambó (Ley Cambó), qui a été en vigueur jusqu'en 1985. Après la paralysie de la guerre civile, en 1946 l'État accorde par décret une concession pour assécher la lagune de La Janda à la compagnie Colonias Agrícolas, puis une autre concession à la compagnie Lagunas de Barbate. Non seulement ces zones humides ont maintenant disparu, mais ces terrains, propriétés publiques, sont illégalement occupés sans titres de propriété correspondants depuis 1964. Plusieurs ONG œuvrent pour la restitution de ces terrains aux institutions publiques et pour leur remise en eau.

## Histoire

### Époque pré-romaine
Medina Sidonia est située sur un promontoire élevé dont le profil est indéniablement lié à l'emplacement des oppida préromains. Son ascendance protohistorique est ratifiée avec son nom ancien, Assido, mis en relation avec un toponyme d'origine phénicienne qui renverrait à la ville de Sidon, prétendue métropole dont elle aurait constitué une colonie. Ceci n'est qu'une hypothèse, difficile à soutenir ; il reste que le lieu a une position privilégiée pour son développement à différentes époques : proche la côte, il est cependant (comme son voisin Vejer de la Frontera) assez loin de celle-ci et sur un site suffisamment facile à défendre pour mieux supporter les périodes de crises comme celles qui ont entraîné l'effondrement des anciennes Gadès et Baelo.

### Époque romaine et wisigothe
Pendant l'occupation romaine, la ville reste dans l'ombre du berceau des Balbos
et est ignorée par Strabon ; mais Pline l'Ancien la référence comme colonie et nous laisse un double nom : Asido Caesarina,. Ce Caesarina indiquerait le personnage sous lequel le village a acquis le statut mentionné, mais n'indique pas s'il s'agit de Jules César ou de son neveu Auguste - ce dernier s'étant approprié le nom du premier à des fins politiques.
À l'Antiquité tardive, Medina Sidonia remplace Gadès comme ville dominante localement - peut-être en vertu de sa défense plus facile, ce à quoi s'ajoute la facilité d'approvisionnement avec les ressources alimentaires abondantes venant de la plaine directement à ses pieds ; et, contrairement à la Gadès impériale, le fait de ne pas dépendre pour son eau d'une canalisation longue et fragile. Il est difficile de déterminer le moment exact où Medina Sidonia a pris son essor. Vraisemblablement le processus fut long, et peut-être parallèle à celui que subit l'ancienne Julia Traducta vis-à-vis de Carteia. Ce qui est certain, c'est que Medina Sidonia atteint son apogée au VIe siècle : c'est l'époque où elle devient le chef-lieu administratif et religieux (elle devient un siège épiscopal de la Bétique) d'une large zone,
Le VIe siècle voit l'affermissement du royaume wisigoth de Tolède mais ne s'étend véritablement sur cette région Andalouse qu'au dernier quart du siècle.
Son annexion marque alors son entrée sur la scène des conciles espagnols, avec des évêques successifs : Rufino au second concile de Séville (en) (618) ; Pimenius au quatrième concile de Tolède (633) et au sixième concile de Tolède (638) ; Ubilienso au septième concile de Tolède (646) ; Teuderacis aux treizième concile de Tolède (683) et quinzième concile de Tolède (688) ; et Geroncio au seizième concile de Tolède (693, soit seulement 18 ans avant l'arrivée des Maures).
Les nombreuses inscriptions existantes dans l'environnement de Medina Sidonia montrent que l'évêque Pimenio, deuxième des évêques connus pour ce siège, est particulièrement actif concernant la consécration d'églises. Il en a quatre à son actif. Dans l’ordre chronologique, ce sont Alcalá de los Gazules (629) ; Medina Sidonia (630); Vejer de la Miel (644); et Salpensa (es) (662).

### Époque maure
La bataille du Guadalete en 711, qui s'est terminée par une victoire des Omeyyades - commandés par Táriq ibn Ziyad - sur les Wisigoths, s'est déroulée entre Medina-Sidonia et la lagune de La Janda ; d'où elle est également connue sous les noms de "bataille de la lagune de La Janda" ou "bataille du Barbate" (batalla del río Barbate).
Avec l'arrivée des Maures dans la péninsule ibérique, Medina Sidonia est rapidement prise — mais on ne sait pas si ce fait d'armes est dû au Berbère Tariq ibn Ziyad ou un peu plus tard à Musa ibn Nusayr car les sources divergent sur ce point. Certains textes (La conquête de l'Andalousie, ou Fath al-Andalus) disent qu'après la bataille du Guadalete, Tariq attaque la ville voisine de Medina Sidonia et anéantit sa population. D'autres textes (Ibn Idhari) disent que Musa ibn Nusayr, dans sa marche vers Mérida, conquiert la ville en la prenant d'assaut. Sabio González (2011) suggère que le choc des forces de Tariq avec celles de Rodrigo  s'est déroulée dans un lieu plus éloigné que celui de la confrontation définitive telle que décrite dans la Chronique mozarabe, qui la place dans les “Promontorios Transductanos” - ce qui, d'après lui, indiquerait que Musa a été le conquérant de la ville. La mention de la prise de la ville est une indication indirecte de son importance : c'est la capitale de l'un des territoires, qui regroupe pouvoir politique et religieux (le duc et l'évêque). Dans le mode de gouvernement musulman, cela en fait le chef-lieu d'une kora ou province, reprenant l'organisation territoriale wisigothe.
La ville est attaquée lors d'une incursion normande en 844. Elle est aussi impliquée dans les multiples soulèvements contre l'émir Abd Allah tout au long du dernier quart duIXe siècle. Dans le même temps, sur le territoire de la ville, Calsena
se développe, acquiert une forteresse et une grande mosquée et est particulièrement favorisée par le pouvoir omeyyade jusqu’à sa destruction au XIe siècle ; les cas n'est pas unique où l'on voit les autorités arabes renforcer des centres de population proches d'autres centres plus anciens pour accroître l'influence levantine : Talavera de la Reina face à Tolède ; Badajoz face à Mérida ; Ronda face à Bobastro ; Madinat Elvira face à Grenade ; Calsena face à Medina Sidonia. Certains cas, comme le premier, ont été à moitié réussis avec l'avancée castillane; d'autres, comme le second et le troisième, ont pleinement triomphé ; d'autres encore ont été avortés avec la disparition de la dynastie omeyyade.

## Lieux et monuments

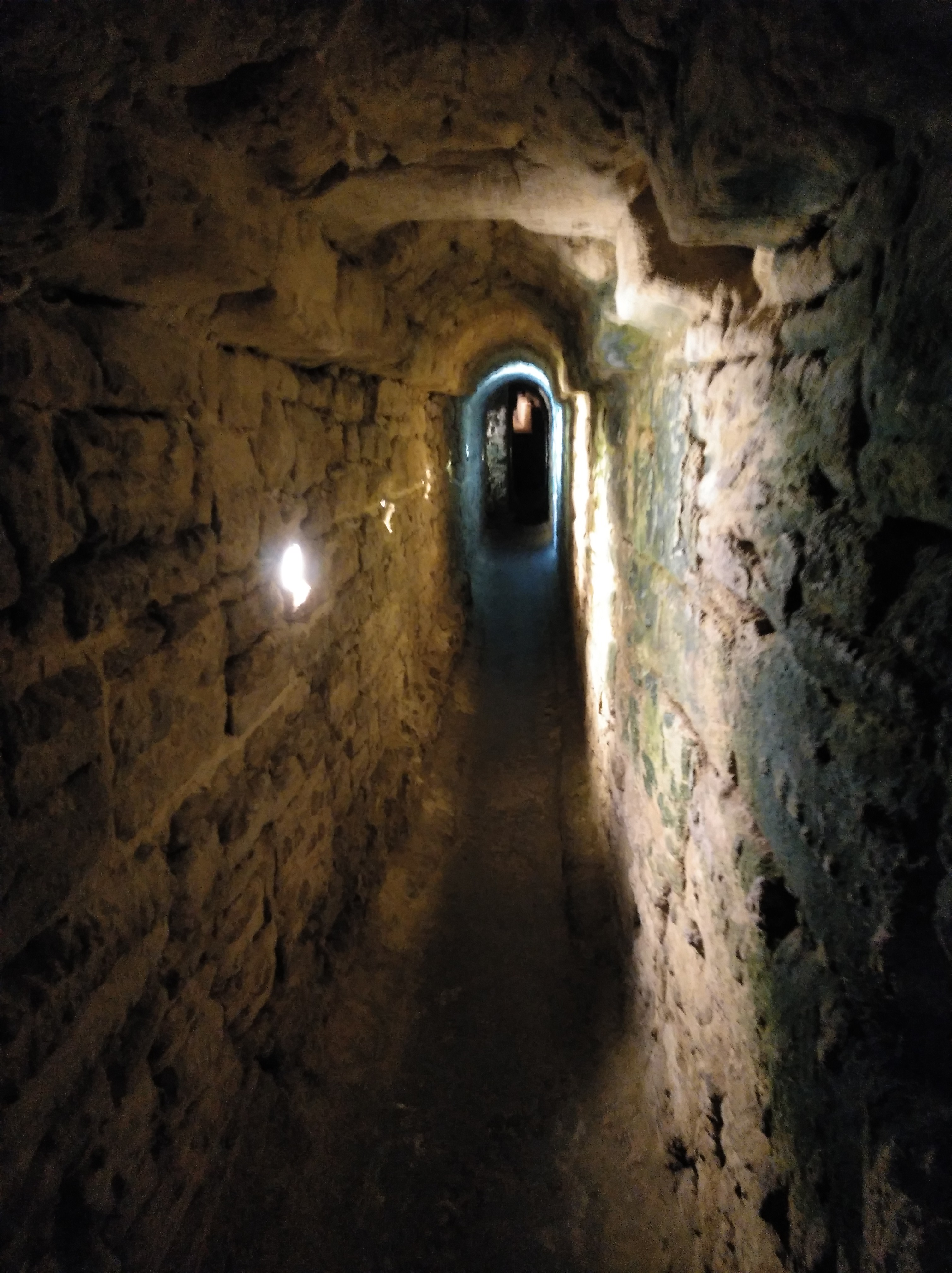
Site archéologique romain

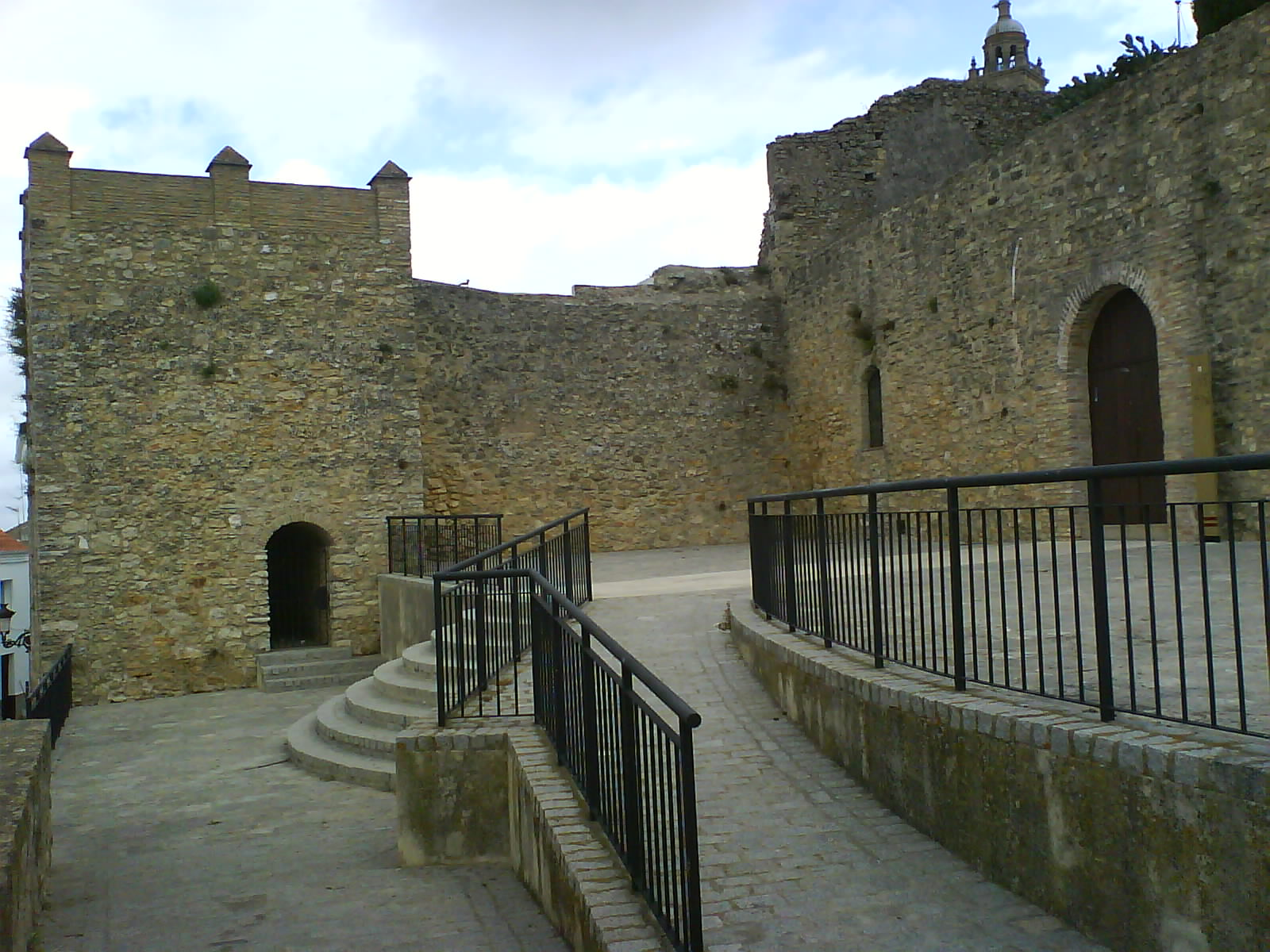
Les écuries ducales

### Monuments civils
- Site archéologique romain (es) (Ier siècle)
  - Canalisations d'eau
  - Ponts romains :
    - Pont de la Hoya
    - Pont de los Tres Ojos

  - Route romaine
- Hôtel de ville (XVIe siècle)
- Le marché (XVIe siècle)
- Plaza de Abastos (1871)
- Théatre Municipal Miguel Mihura Álvarez (antiguo Teatro Thebussem)
- Les écuries ducales (XVIe siècle)
- Tour de Blanche de Bourbon (XIVe siècle)
- Fontaines:
  - Fontaine Salada
  - Grande fontaine (Fuente Grande)
  - Fontaine du Commandeur (Fuente del Comendador, ou Fuente Chica)
  - Fontaine Fuente de la Azocarrem
  - Fontaine des Oranges (Fuente de los Naranjos)
  - Fontaine de la Canaleja (hameau au sud-est de Medina-Sidonia)

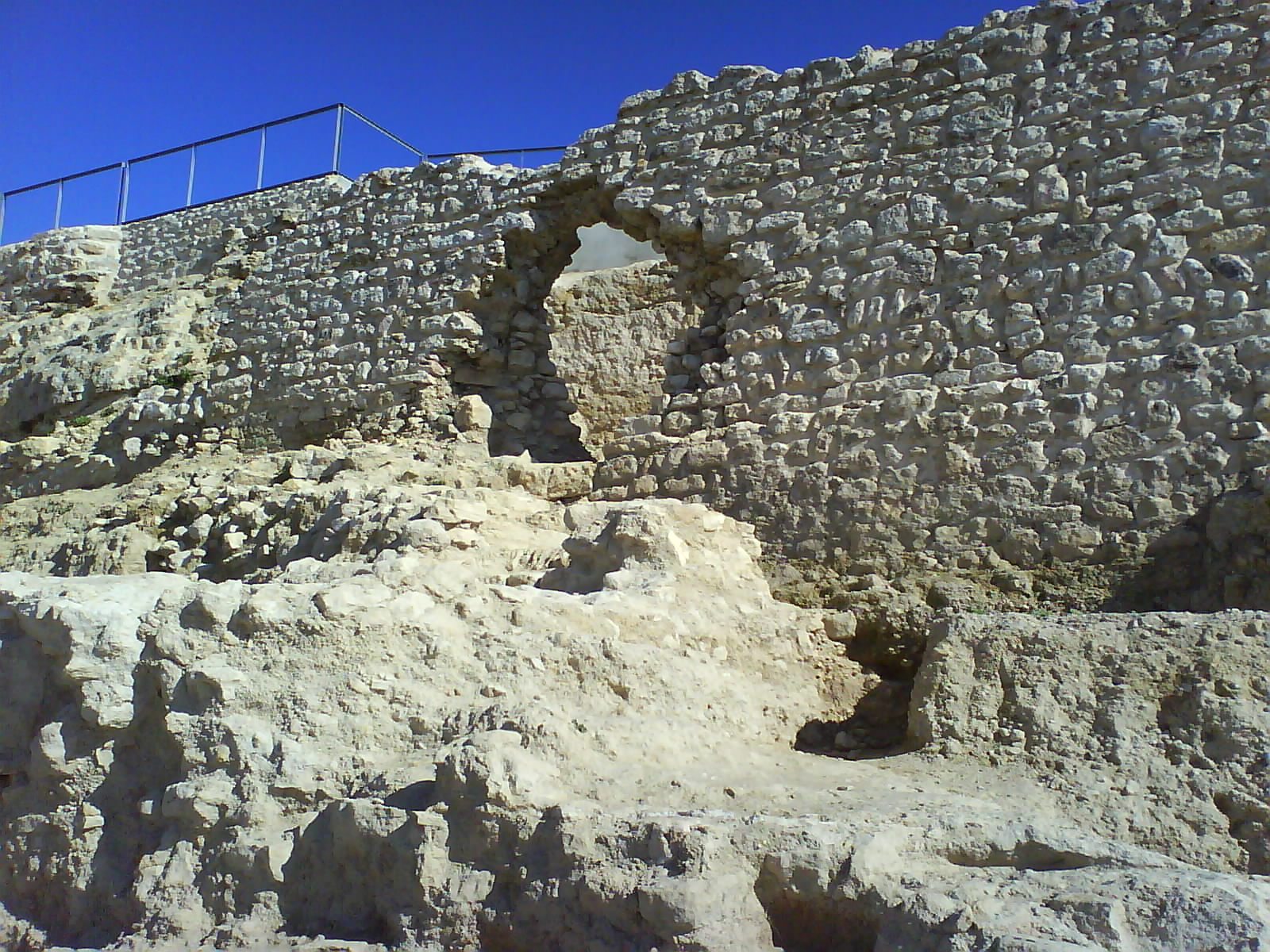
.

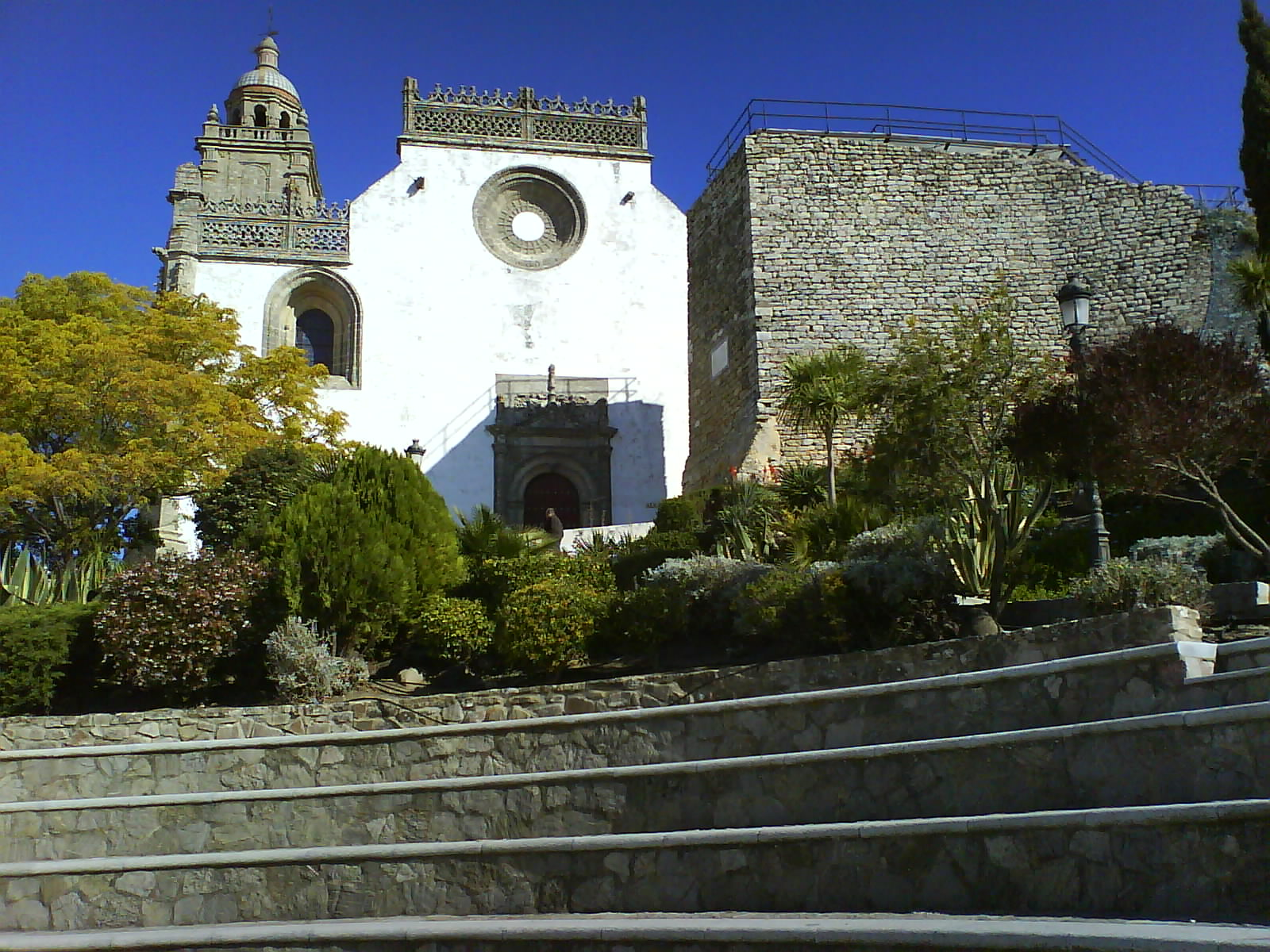
Église Santa María la Coronada.

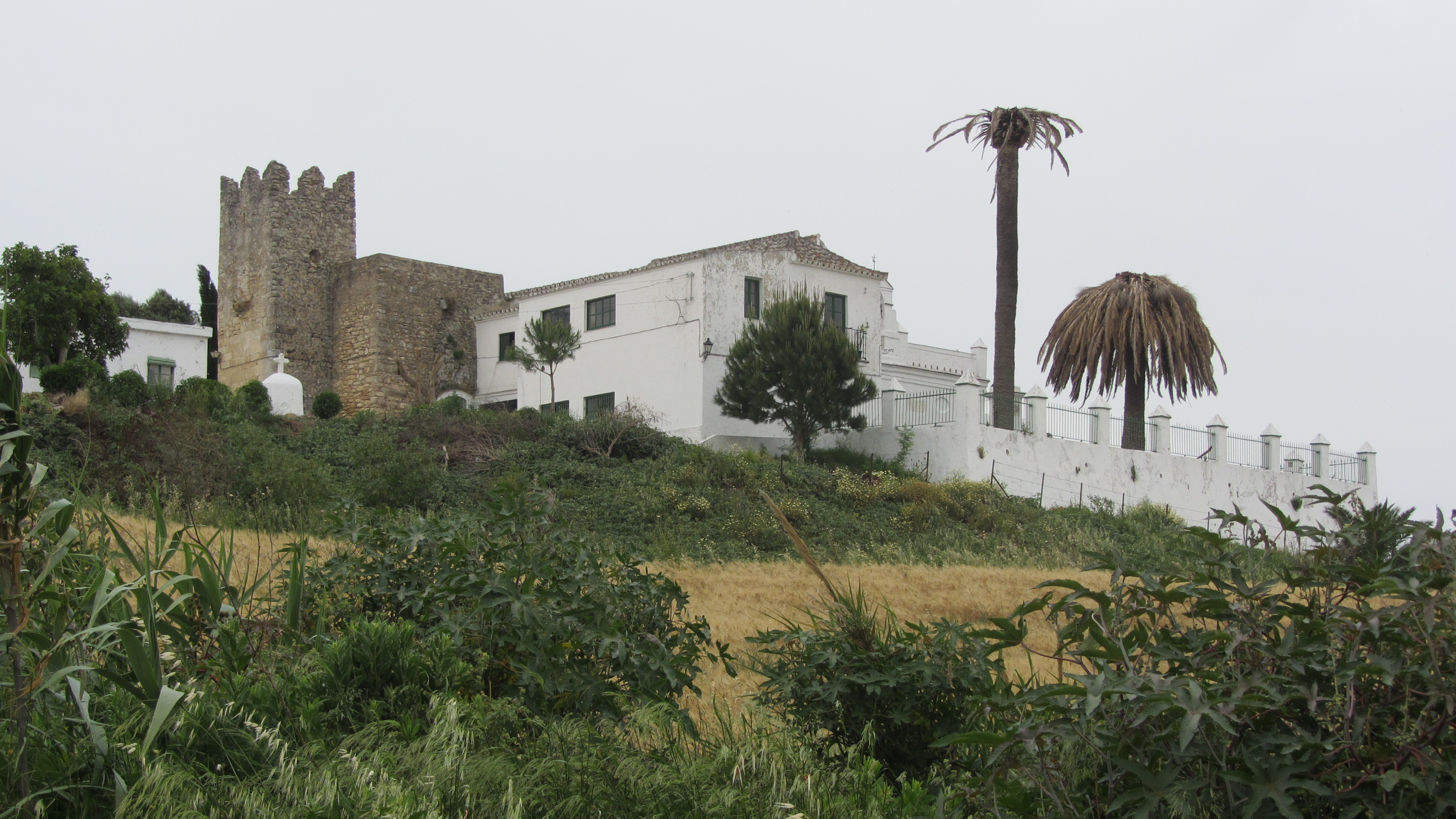
Chapelle des Saints Martyrs.

### Monuments militaires
- Château de Torre-estrella (XIIIe siècle)
- Château de Medina-Sidonia (es) (XIIIe – XVe siècle)
  - Ruines du castellum romain
  - Ruines du castillo árabe
  - Ruines du château médiéval
- Les murailles de la ville
  - Porte de la Pastora (es), une des trois portes de l'enceinte de la ville
  - Porte de Belén (es), une des trois portes de l'enceinte de la ville
  - Puerta del Sol

### Monuments religieux
- Église Santa María la Coronada (es)
- Église de la Victoire (es) (XVIIe siècle)
- Église de Saint-Augustin (es), partiellement collapsed[20] ; Francisco Martínez Delgado indique que le portail de ce couvent porte gravées les armes de D. Oliverio Carrafa à droite de l'entrée, celles du duc de Medina Sidonia au centre et celles de l'évêque Pedro Fernández de Solís (évêque de Cadix environ 1472-1493) à gauche[21],[n 4].
- Église de  l'Amour de Dieu (Iglesia del Amor de Dios)
- Couvent de Saint-Christophe (Convento de San Cristóbal, connu comme Monjas de abajo)
- Couvent de Jésus, Marie et Joseph (Convento de Jesús, María y José, connu comme Monjas de arriba)
- Chapelle de Sainte-Anne (Ermita de Santa Ana)
- Chapelle des Saints Martyrs, adossée à une tour maure qui lui sert de sacristie[23]
- Chapelle du Christ du Sang (Ermita del Cristo de la Sangre) (XVe siècle)
- Monastère du Corbeau (es) (XVIIIe – XIXe siècle)

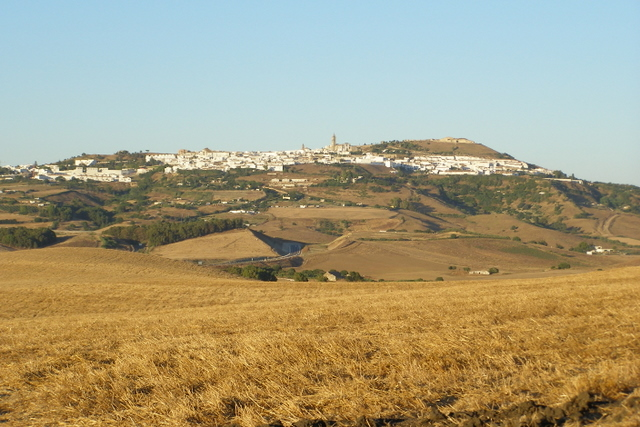
Vue depuis la A-390
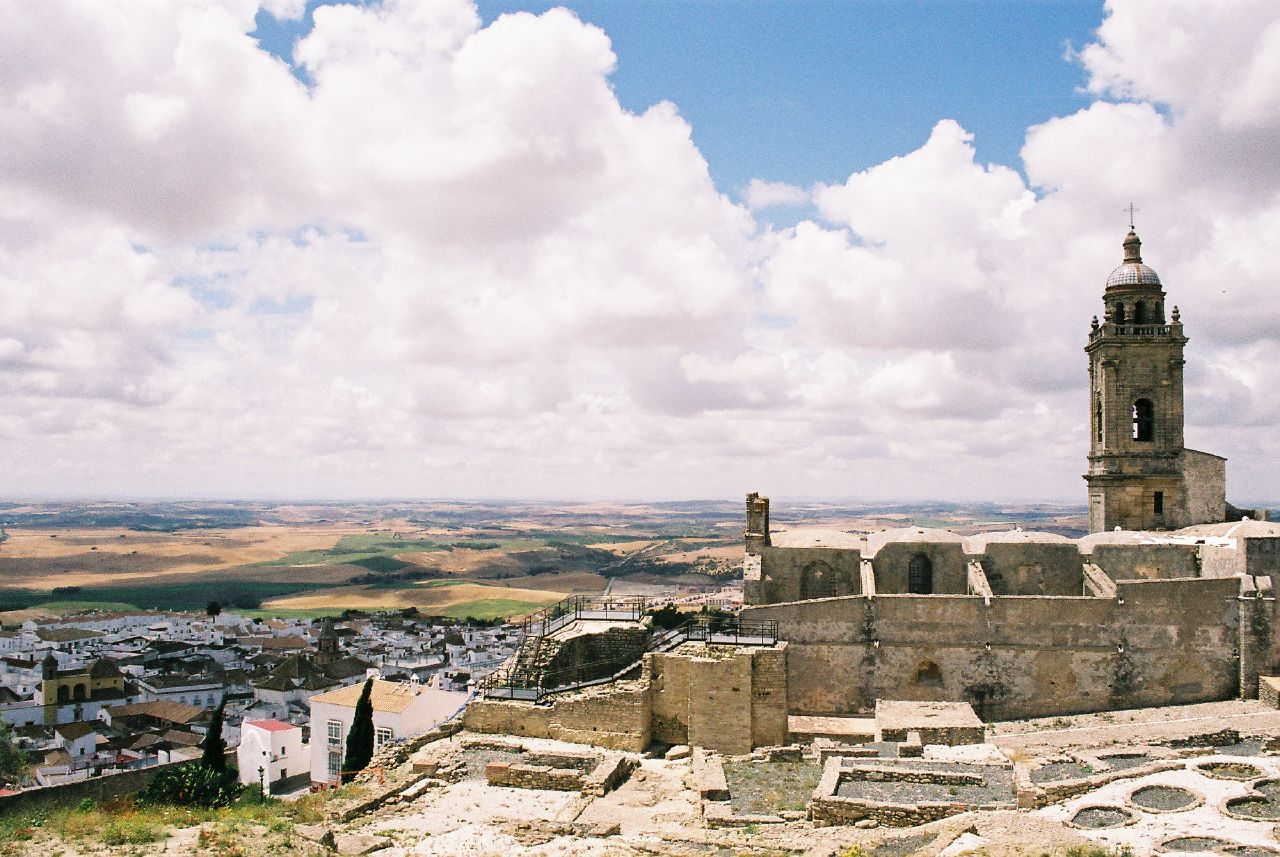
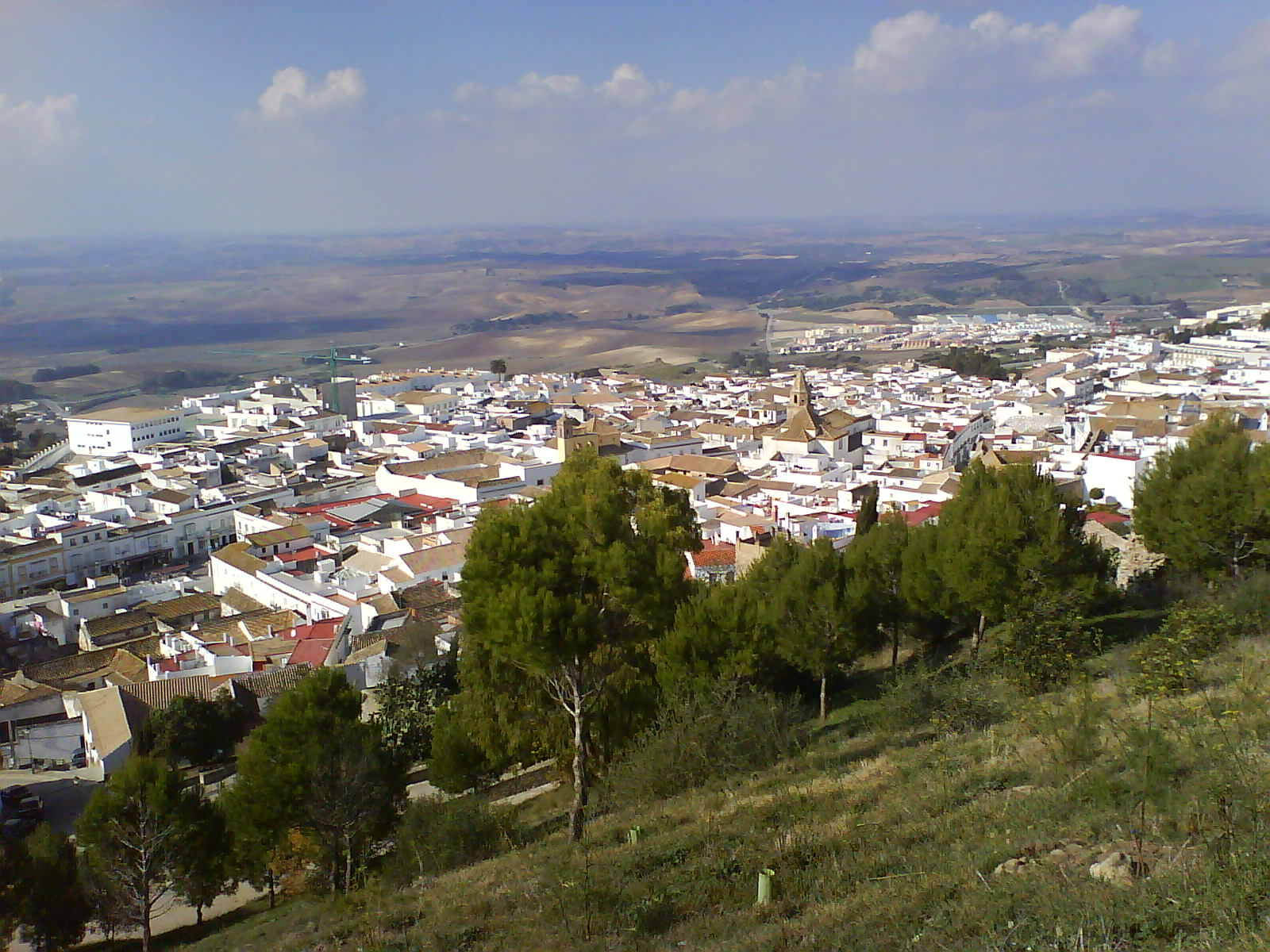
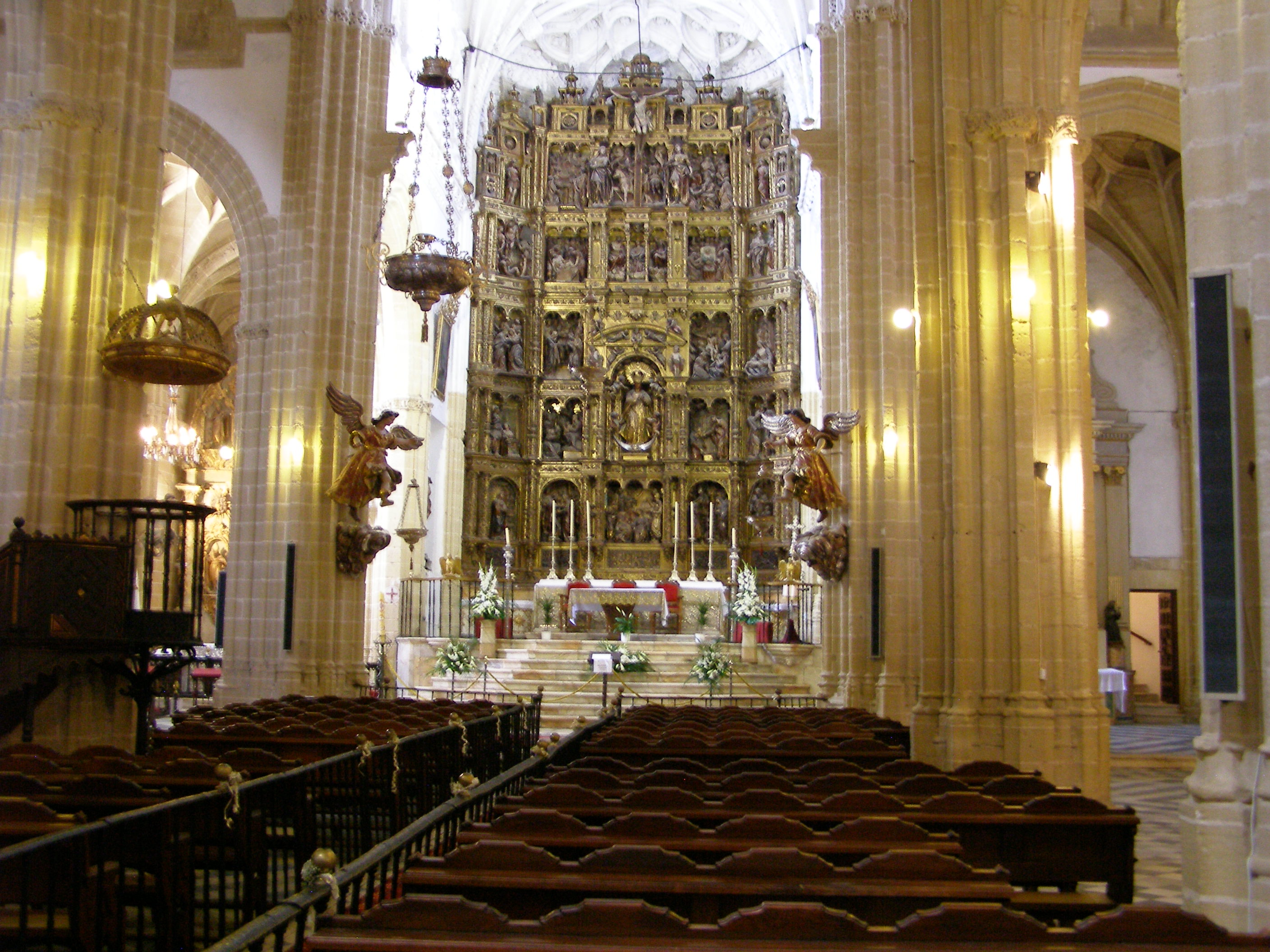
Retable de l'église Santa María la Coronada (es)
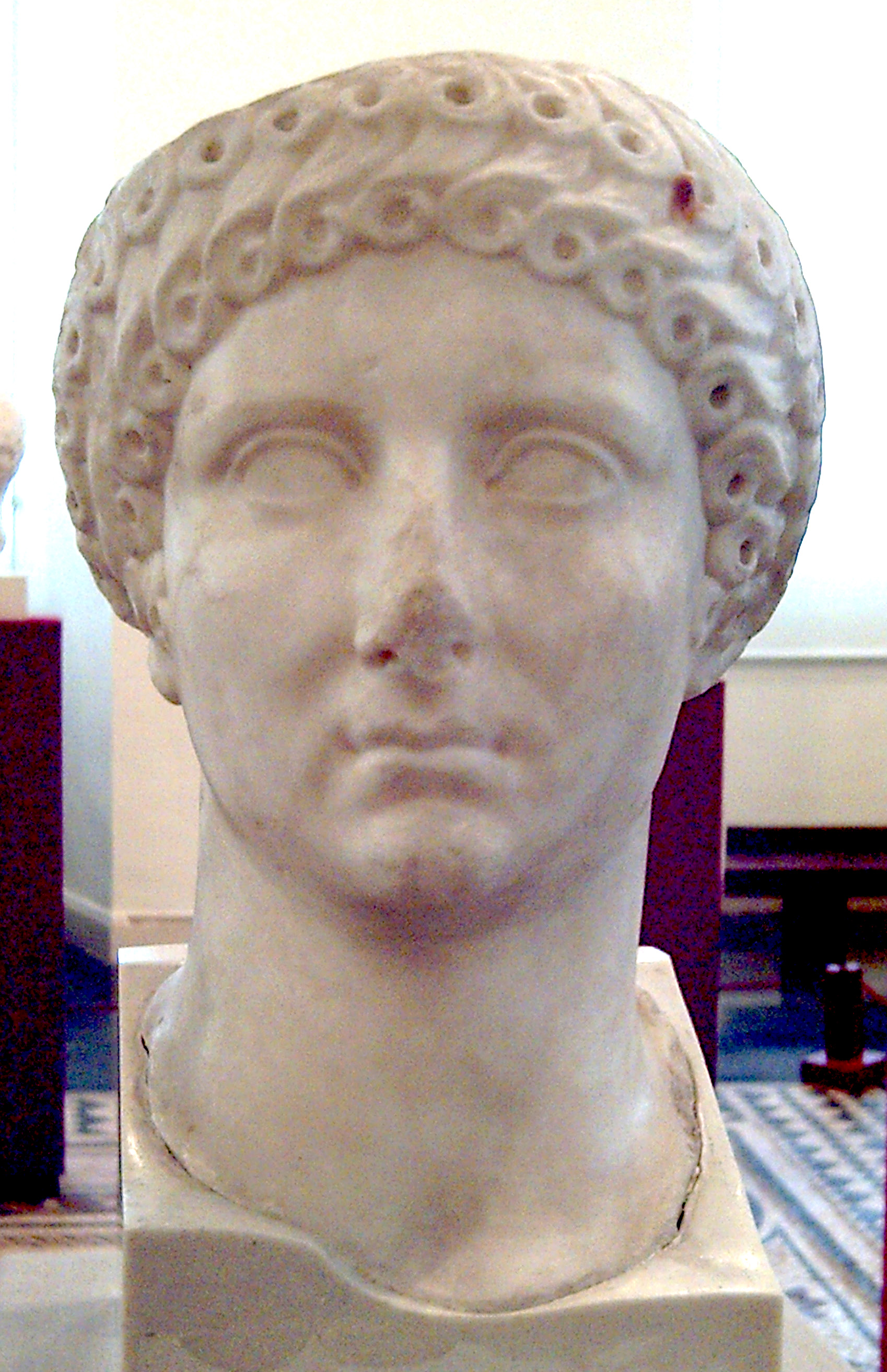
Buste de Agrippine l'Aînée (14 BC–33 AD) trouvé à Medina-Sidonia
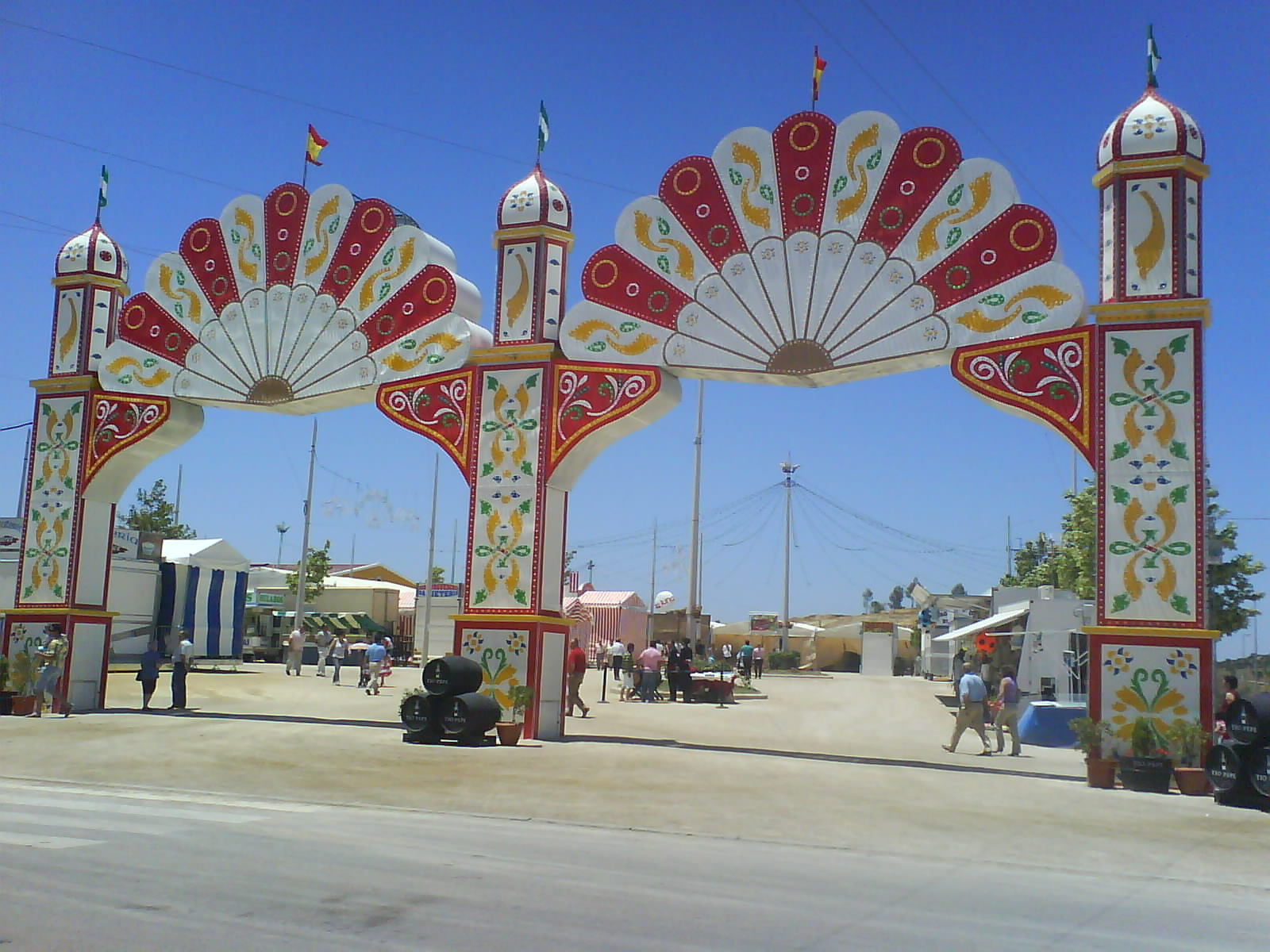
Féria et fêtes de Medina-Sidonia 2008
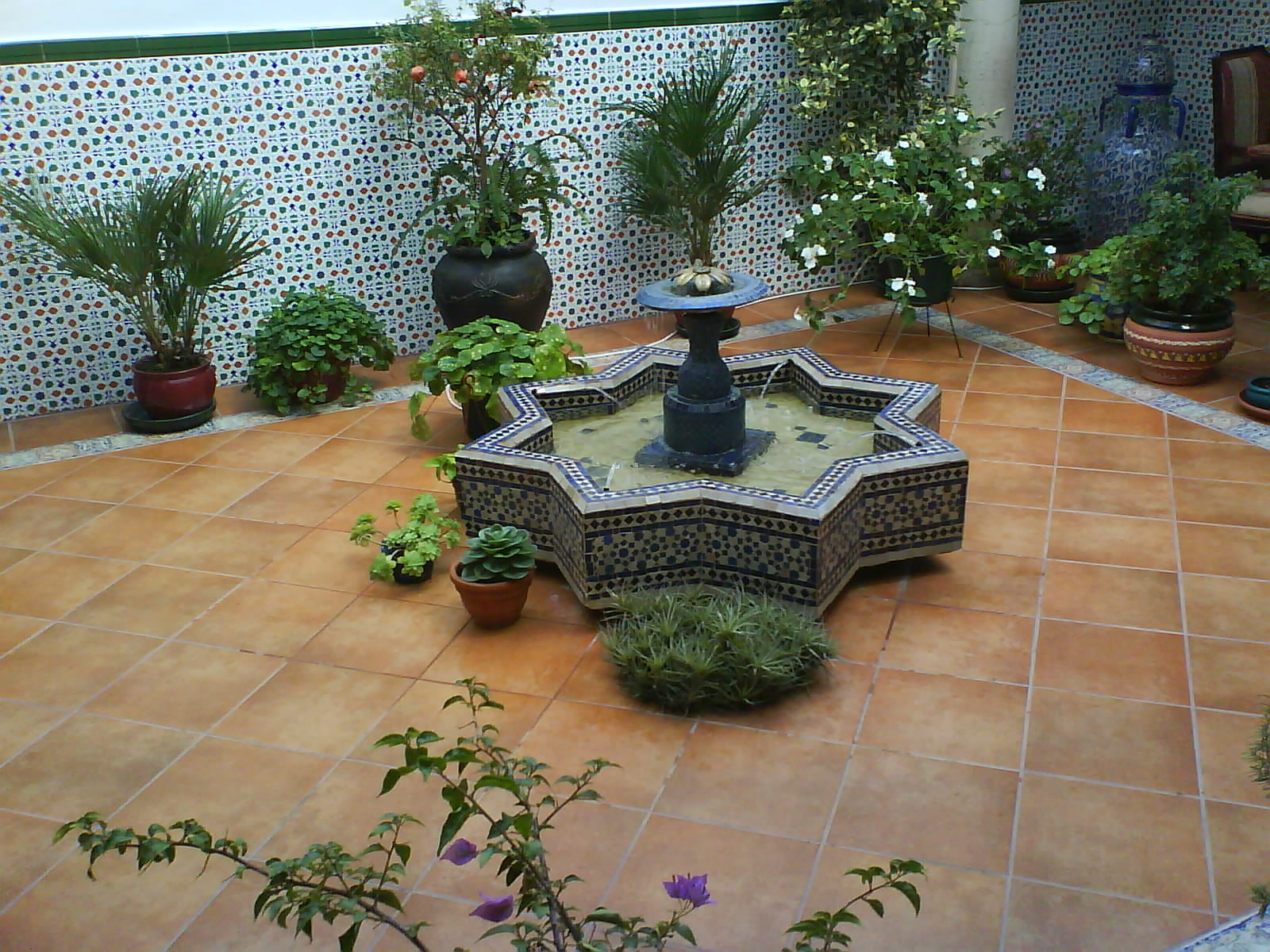
Patio de la Casa Rural Sidonia
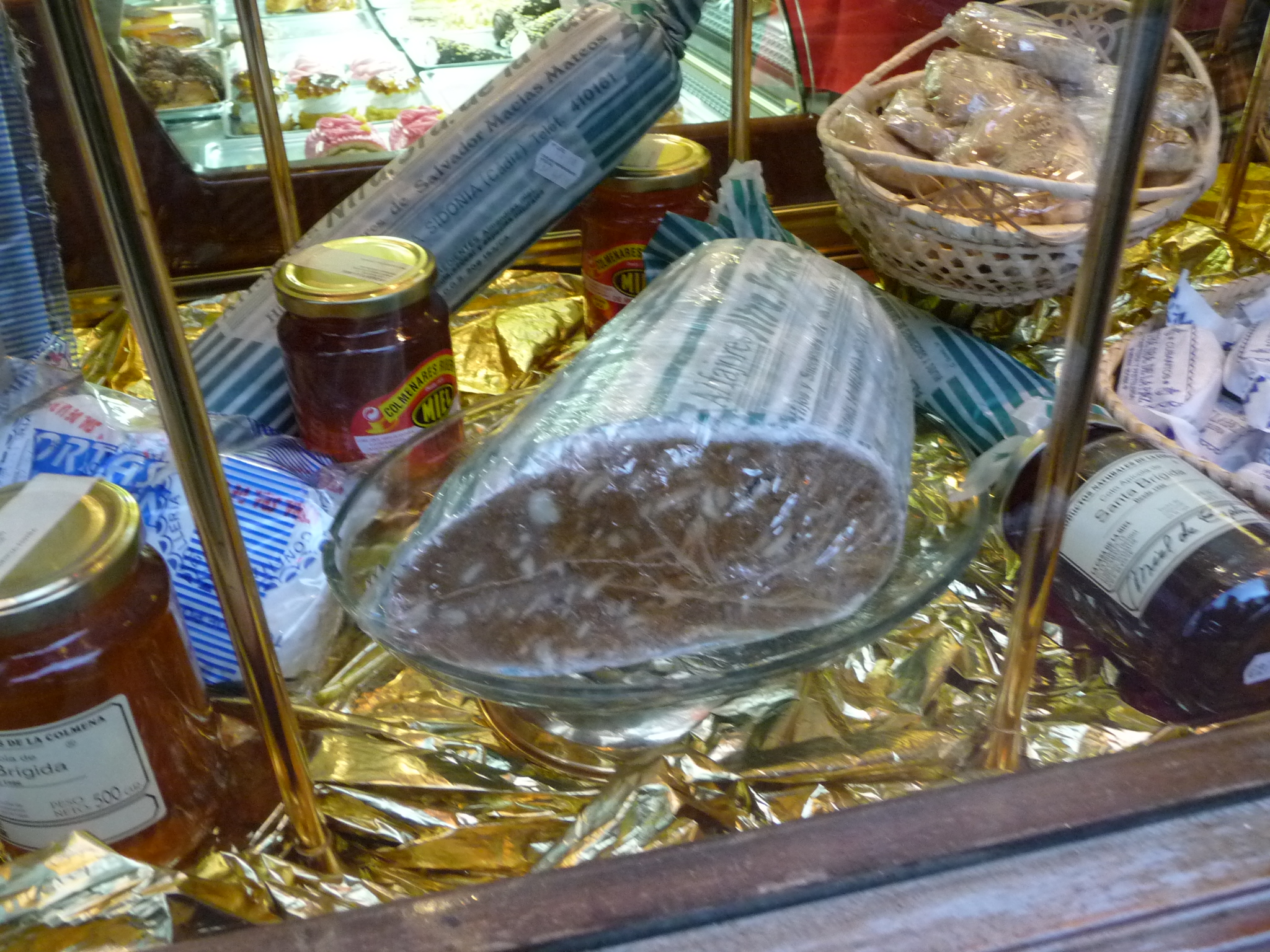
Grand Alfajor, pâtisserie andalouse de noël
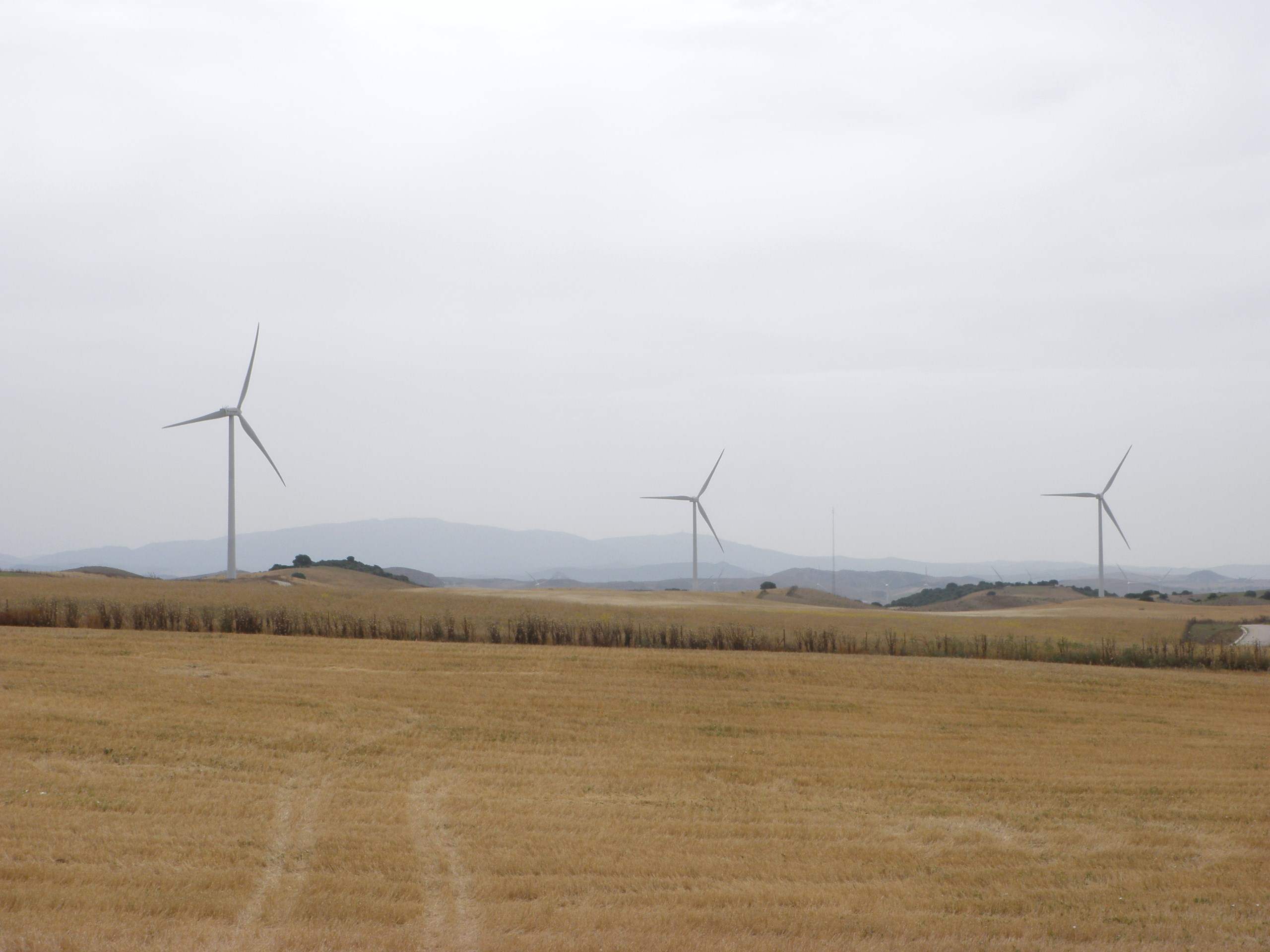
Éoliennes

## Personnalités liées à la commune
- Maison de Medina Sidonia (en)
- Duché de Medina Sidonia
- Pascual Cervera y Topete, amiral, y est né en 1837.